# 시방서
시방서(示方書)는 공사에 대한 표준안, 규정을 설명한 것이다. 재료에 대한 성질과 특성이나, 상품 등에 대한 사용법을 설명한 사용설명서를 뜻하기도 한다. 영어로는 specification, technical standard, 또는 줄여서 spec이라고 한다.

## 종류
각종 건설 공사에 공통으로 쓰이는 표준시방서, 전문공사에 필요한 규정을 정의한 전문시방서, 설계서 작성에 요구되는 설계표준 등으로 구분한다.

### 표준시방서
시설물의 안전 및 공사시행의 적정성과 품질확보 등을 위하여 시설물별로 정한 표준적인 시공기준으로서, 전문시방서를 작성하거나 또는 설계 등의 용역자가 공사시방서를 작성하는 경우에 활용하기 위한 시공기준을 명시한 시방서다.

### 전문시방서
시설물별 표준시방서를 기본으로 모든 공종을 대상으로 하여 특정한 공사의 시공 또는 공사시방서의 작성에 활용하기 위한 종합적인 시공기준을 명시한 시방서다.

### 공사시방서
표준시방서 및 전문시방서를 기본으로 하여 작성한 것으로, 공사의 특수성, 지역여건 및 공사방법 등을 고려하여 기본설계 및 실시설계도면에 구체적으로 표시할 수 없는 내용과 공사수행을 위한 시공방법, 자재의 성능·규격 및 공법, 품질시험 및 검사 등 품질관리, 안전관리, 환경관리 등에 관한 사항을 기술한 시방서다.
- 토목시방서
- 건축시방서
- 콘크리트시방서
- 기계시방서
- 전기시방서

## 같이 보기
- 표준
- 표준화
- 표준화 기구
- 국제 표준화 기구
- 국제 표준
- 오픈 표준
- 오픈 규격
- 오픈 포맷